# Clavulinopsis laeticolor
Clavulinopsis laeticolor är en svampart som först beskrevs av Berk. & M.A. Curtis, och fick sitt nu gällande namn av R.H. Petersen 1965. Clavulinopsis laeticolor ingår i släktet Clavulinopsis och familjen fingersvampar.  Arten är reproducerande i Sverige. Inga underarter finns listade i Catalogue of Life.

## Källor

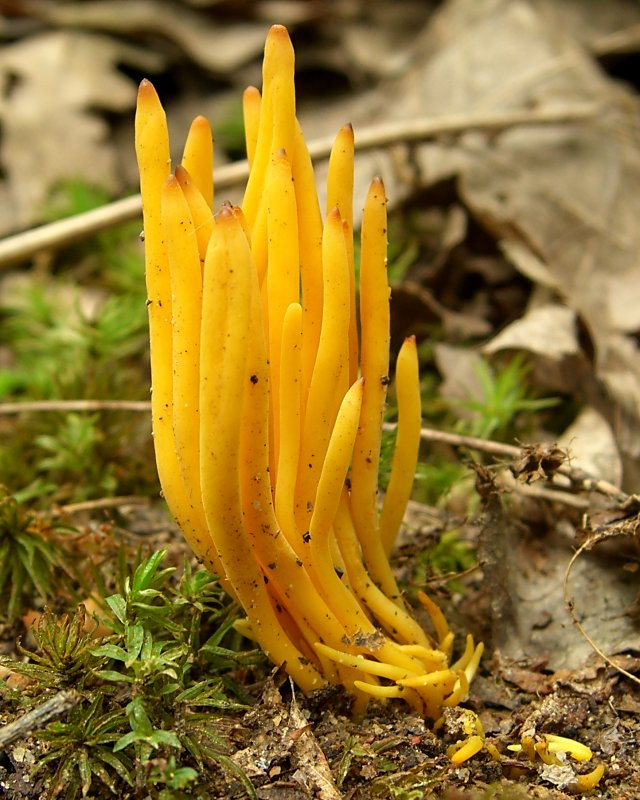
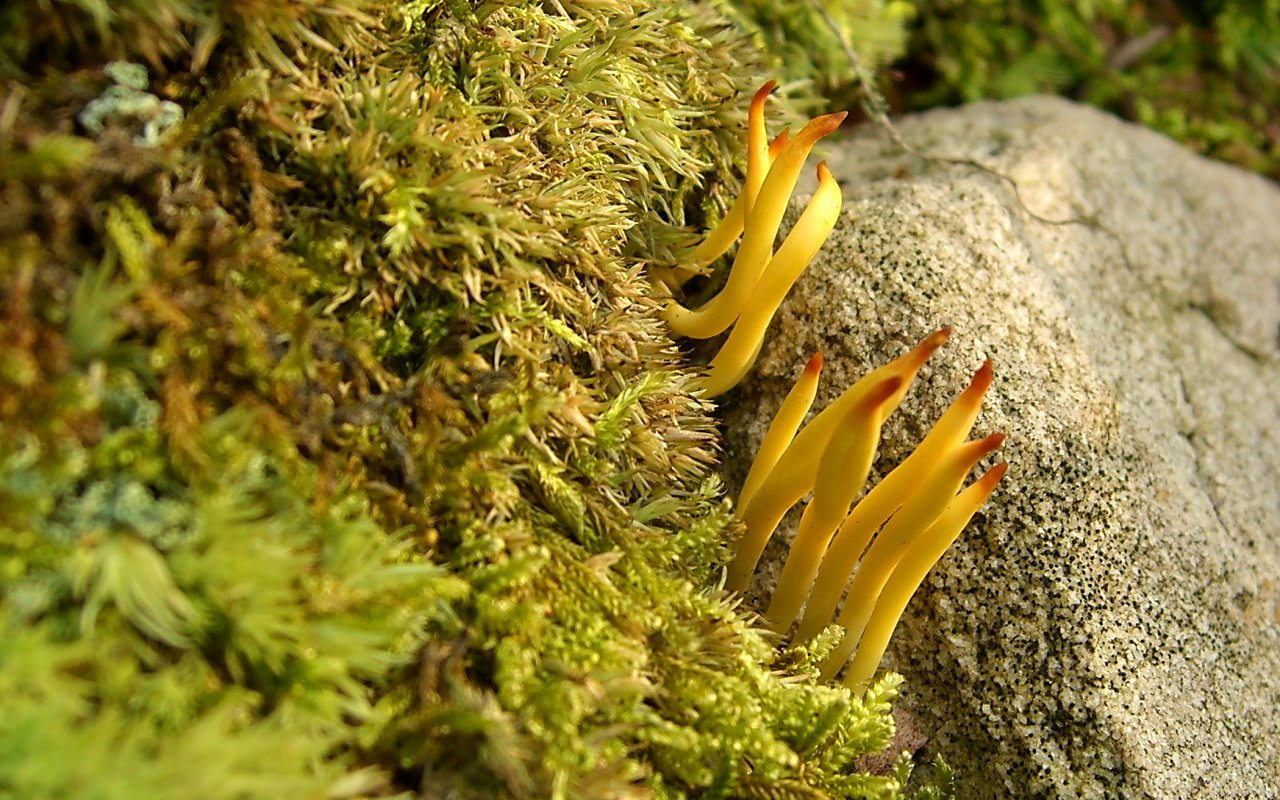
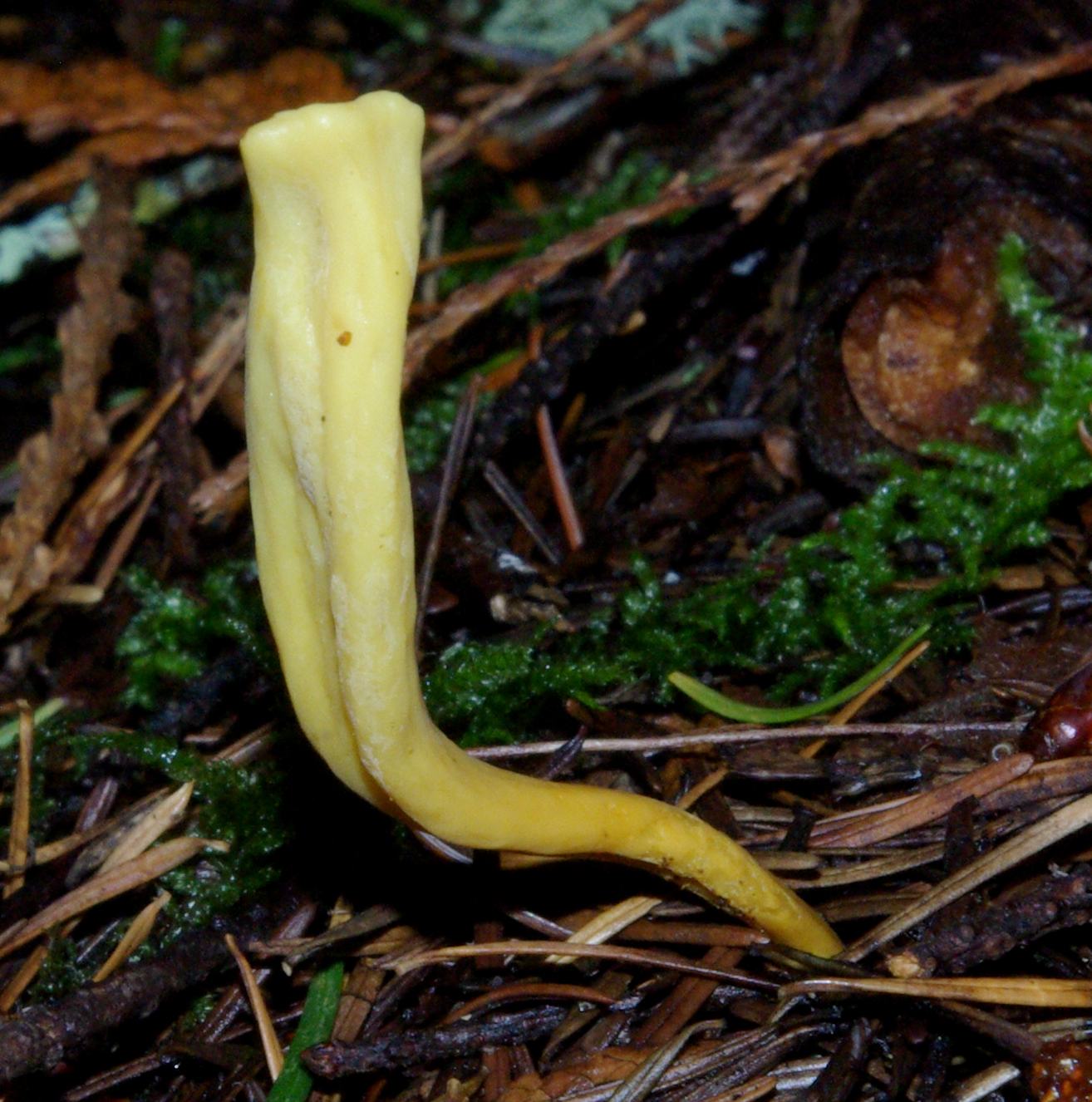